# USS Hornet (CV-8)
O USS Hornet (CV-8) foi o oitavo porta-aviões construído para a Marinha dos Estados Unidos. Tornou-se famoso pois foi o porta-aviões que transportou os 16 bombardeiros B-25 Mitchell que lançou o Ataque Doolittle sobre o Japão em 1942.

## História
Foi lançado ao mar em 14 de Dezembro de 1940, e participou ativamente da Segunda Guerra Mundial. Foi afundado em 26 de Outubro de 1942 na Batalha das Ilhas Santa Cruz.

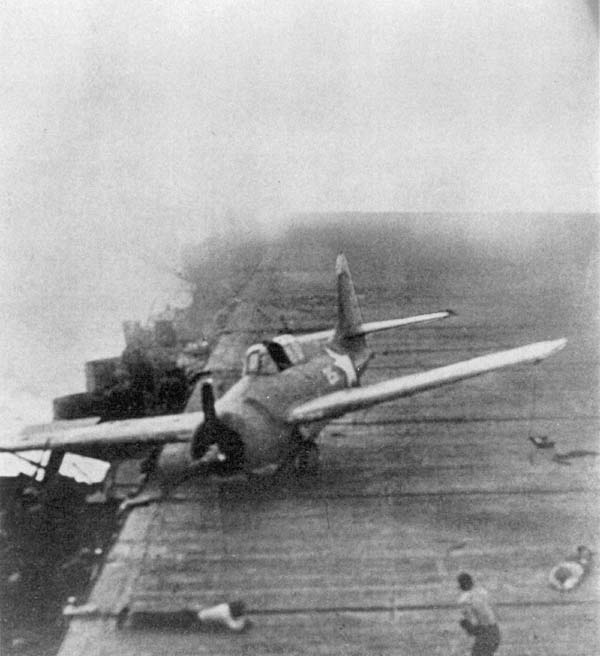
Um avião Wildcat do do Hornet no convés do Enterprise.
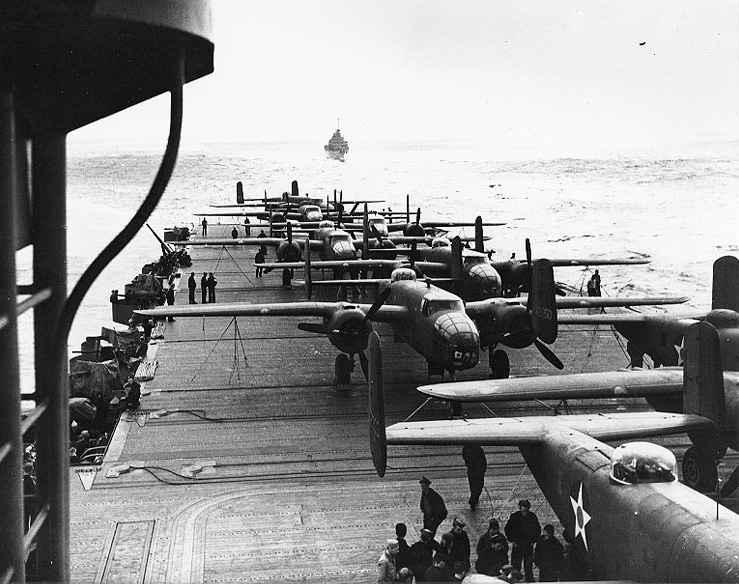
Alguns B-25 Mitchell no convés de voo do Hornet durante a operação Doolittle.
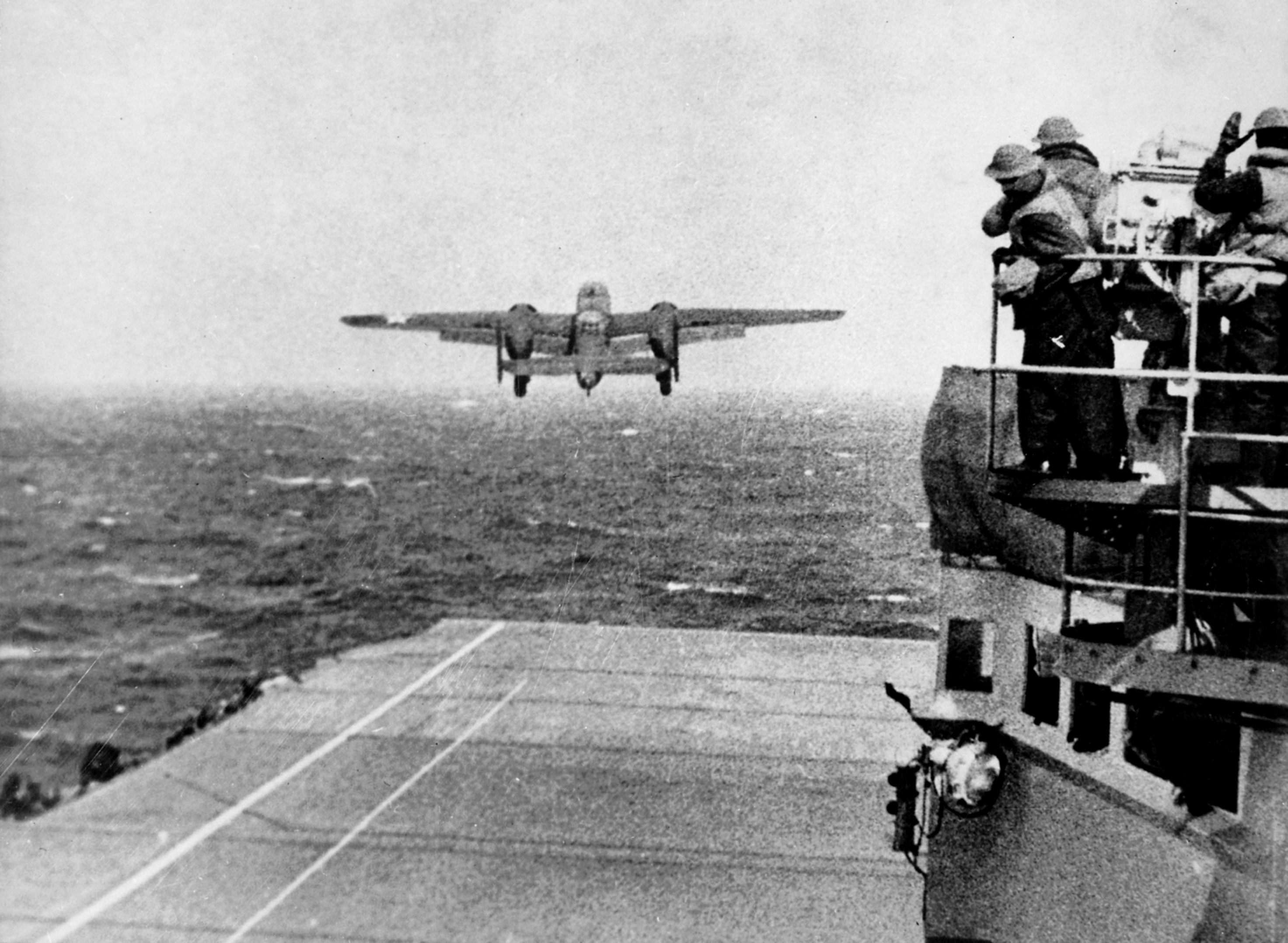
Um B-25 decolando do convés do USS Hornet.
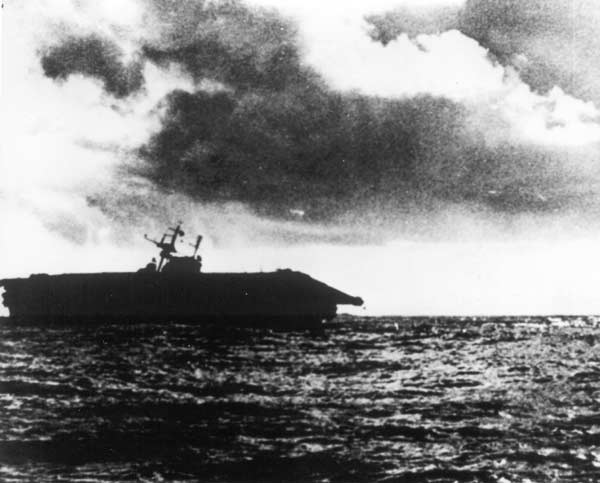
O Hornet afundando após ser abandonado pela tripulação às 17:00 do dia 26 de outubro de 1942.

## Honrarias e condecorações
| Bronze star |                                                       |
|             | Bronze star · Bronze star · Bronze star · Bronze star |

| American Defense Service Medal com estrela de serviço da frota |                                                          |                            |
| American Campaign Medal                                        | Asiatic-Pacific Campaign Medal com 4 estrelas de serviço | World War II Victory Medal |